# Merece la pena
Merece la pena es un libro biográfico publicado en febrero de 2018 por el escritor bearicense José Balboa Rodríguez. Merece la pena relata la vida de un vecino de Vilariño das Poldras llamado Samuel, que a la edad de 4 años ya trabaja en el campo por obligación de su familia. Merece la pena también relata una mediana parte de su juventud allá por los años 40 y 50.
Todas las ediciones publicadas de este libro serán destinadas a la investigación de diversas enfermedades extrañas.